# Binzhou
Binzhou (滨州 ; pinyin : Bīnzhōu) est une ville du nord de la province du Shandong en Chine.

## Subdivisions administratives

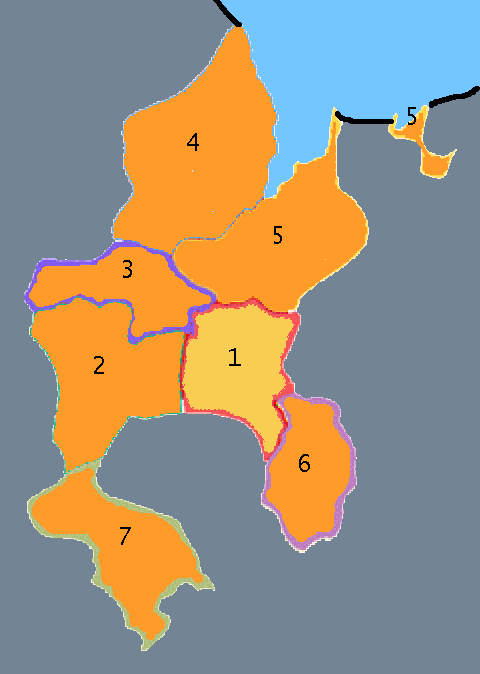

La ville-préfecture de Binzhou exerce sa juridiction sur sept subdivisions - un district et six xian :
1. le district de Bincheng - 滨城区 Bīnchéng Qū[2] ;
2. le xian de Huimin - 惠民县 Huìmín Xiàn ;
3. le xian de Yangxin - 阳信县 Yángxìn Xiàn ;
4. le xian de Wudi - 无棣县 Wúdì Xiàn;
5. le xian de Zhanhua - 沾化县 Zhānhuà Xiàn ;
6. le xian de Boxing - 博兴县 Bóxīng Xiàn ;
7. le xian de Zouping - 邹平县 Zōupíng Xiàn.